# 厚朴
厚朴（こうぼく）とは生薬の一種。この生薬は、モクレン科の植物のホオノキ（学名: Magnolia obovata、シノニム: M. hypoleuca）、またはシナホオノキ（学名: M. officinalis）の樹皮のことである。
日本薬局方に収録されており、収斂、利尿、去痰作用などがある。しかし、筋弛緩作用のある成分や運動神経の末梢を麻痺させるような成分も含まれているので多量の摂取は避けるべきである。
五積散（ごしゃくさん）、平胃散（へいいさん）、五苓散（ごれいさん）などの漢方方剤に配合される。
また、ホオノキの樹皮を和厚朴（わこうぼく）、シナホオノキの樹皮を唐厚朴（からこうぼく）と区別して扱うこともある。